# Wołockoj
Wołockoj (ros. Волоцкой) – osiedle przy rozjeździe kolejowym w Rosji, w rejonie grazowieckim obwodu wołogodzkiego. W 2002 liczyła 5 mieszkańców, z kolei w 2010 populacja miejscowości wynosiła 3 osoby.